# الاحتجاجات الفنزويلية 2017

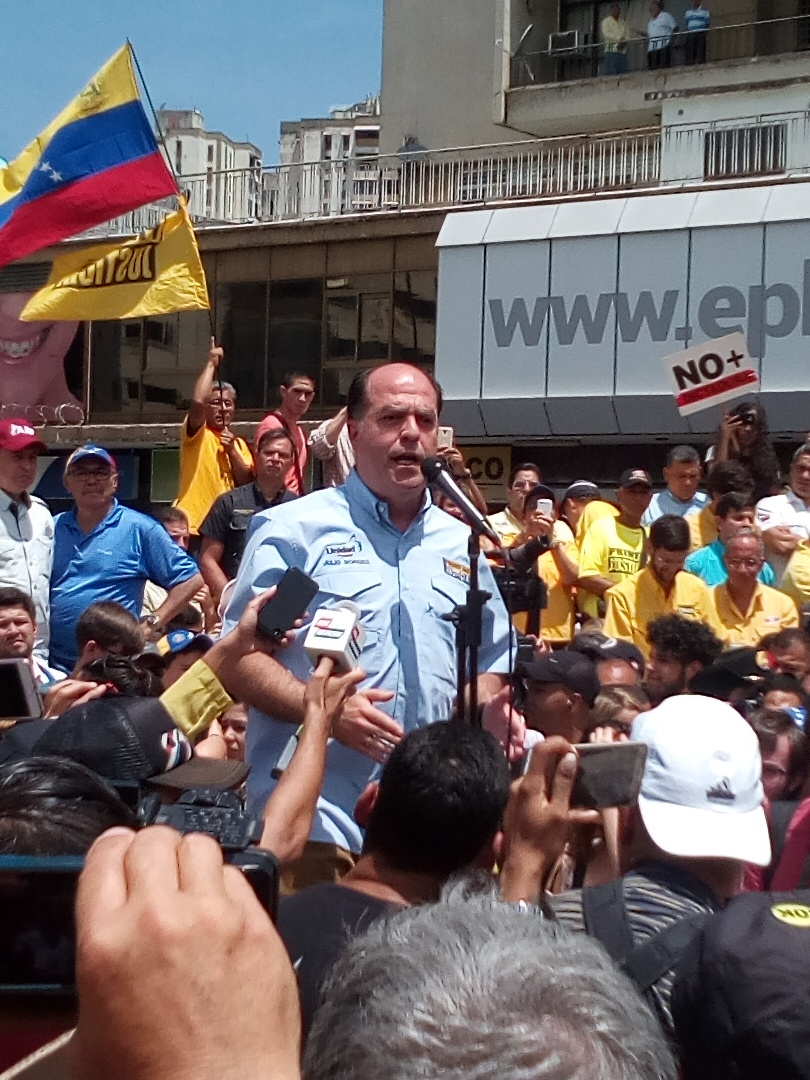

الاحتجاجات الفنزويلية 2017 هي سلسلة من الاحتجاجات والتظاهرات التي قامت في فنزويلا من مارس 2017 إلى أغسطس 2017 على خلفية اعتقال قادة المعارضة لحكومة الرئيس الفنزويلي نيكولاس مادورو، حصل ذلك بعد أن صوت البرلمان الفنزويلي على سحب الثقة من حكومة مادورو على خلفية إتهامات بالفساد وبسبب زيادة معدلات الجريمة في البلاد، لم يستجب مادورو لذلك وقامت الحكومة الفنزويلية باعتقال العديد من المعارضين في البرلمان ما أعتبر عند العديد من الدول من الولايات المتحدة والاتحاد الأوروبي انقلاب على الشرعية.